# Sant Victor de la Lobèira
Saint-Victor-Montvianeix és un municipi francès situat al departament del Puèi Domat i a la regió d'Alvèrnia-Roine-Alps. L'any 2007 tenia 275 habitants.

## Demografia

### Població
El 2007 la població de fet de Saint-Victor-Montvianeix era de 275 persones. Hi havia 110 famílies de les quals 32 eren unipersonals (12 homes vivint sols i 20 dones vivint soles), 35 parelles sense fills, 35 parelles amb fills i 8 famílies monoparentals amb fills.
La població ha evolucionat segons el següent gràfic:
Habitants censats

### Habitatges
El 2007 hi havia 276 habitatges, 116 eren l'habitatge principal de la família, 114 eren segones residències i 45 estaven desocupats. 264 eren cases i 3 eren apartaments. Dels 116 habitatges principals, 99 estaven ocupats pels seus propietaris, 16 estaven llogats i ocupats pels llogaters i 1 estava cedit a títol gratuït; 3 tenien dues cambres, 17 en tenien tres, 27 en tenien quatre i 69 en tenien cinc o més. 96 habitatges disposaven pel capbaix d'una plaça de pàrquing. A 54 habitatges hi havia un automòbil i a 55 n'hi havia dos o més.

### Piràmide de població
La piràmide de població per edats i sexe el 2009 era:
| Homes | Edats   | Dones |
| ----- | ------- | ----- |
| 0     | 95 o +  | 4     |
| 0     | 90 a 94 | 4     |
| 8     | 85 a 89 | 0     |
| 0     | 80 a 84 | 4     |
| 12    | 75 a 79 | 4     |
| 12    | 70 a 74 | 16    |
| 4     | 65 a 69 | 8     |
| 0     | 60 a 64 | 0     |
| 0     | 55 a 59 | 8     |
| 16    | 50 a 54 | 8     |
| 28    | 45 a 49 | 8     |
| 4     | 40 a 44 | 12    |
| 8     | 35 a 39 | 12    |
| 4     | 30 a 34 | 8     |
| 4     | 25 a 29 | 0     |
| 12    | 20 a 24 | 4     |
| 12    | 15 a 19 | 16    |
| 20    | 10 a 14 | 20    |
| 4     | 5 a 9   | 12    |
| 4     | 0 a 4   | 0     |

## Economia
El 2007 la població en edat de treballar era de 185 persones, 137 eren actives i 48 eren inactives. De les 137 persones actives 119 estaven ocupades (68 homes i 51 dones) i 18 estaven aturades (9 homes i 9 dones). De les 48 persones inactives 18 estaven jubilades, 15 estaven estudiant i 15 estaven classificades com a «altres inactius».

### Ingressos
El 2009 a Saint-Victor-Montvianeix hi havia 125 unitats fiscals que integraven 280 persones, la mediana anual d'ingressos fiscals per persona era de 16.052 €.

### Activitats econòmiques
Dels 15 establiments que hi havia el 2007, 3 eren d'empreses de fabricació d'altres productes industrials, 5 d'empreses de construcció, 3 d'empreses de comerç i reparació d'automòbils, 1 d'una empresa d'hostatgeria i restauració, 1 d'una empresa immobiliària i 2 d'entitats de l'administració pública.
Dels 5 establiments de servei als particulars que hi havia el 2009, 2 eren paletes, 2 fusteries i 1 restaurant.
L'any 2000 a Saint-Victor-Montvianeix hi havia 16 explotacions agrícoles que ocupaven un total de 111 hectàrees.

## Poblacions més properes
El següent diagrama mostra les poblacions més properes.